# Rostig
Rostig ist ein etwa vier Kilometer südöstlich gelegener Ortsteil der sächsischen Stadt Großenhain im Landkreis Meißen. Durch den in der Niederung der Großen Röder gelegenen Ort führt die Kreisstraße 8530. Naturräumlich befindet sich Rostig in der Großenhainer Pflege.

## Geschichte
Eine erste urkundliche Erwähnung des Ortes erfolgte im Jahre 1326 als Rodstok. Er wurde ursprünglich als Platzdorf mit viereckiger Flur errichtet. Der Ortsname bedeutet so viel wie „Stelle, wo sich ein Gewässer trennt oder vereinigt“ beziehungsweise „Siedlung an einer Mündung“. 1406 waren hier sechs Einhufner, ein Viertelhufner und 14 Gärtner ansässig. Das markgräfliche Lehen befand sich von 1543 bis 1587 im Besitz des Adelsgeschlechts von Komerstadt. Anschließend wurde Rostig Amtsdorf von Hayn.
Rostig wurde im Jahre 1961 in die benachbarte Gemeinde Weßnitz eingemeindet, die seit 1995 zu Großenhain gehört.
Schwere Schäden richtete am Pfingstmontag 2010 ein durch den Ort ziehender Tornado an.

### Einwohnerentwicklung
1552 gab es in Rostig 18 besessene Mann. Um 1764 waren hier ebenfalls noch 18 besessene Mann ansässig, welche 10½ Hufen Land bewirtschafteten.
| 1834 | 140 |  | 1925 | 158 |  | 2014 | 222 |
| 1871 | 158 |  | 1939 | 151 |  |      |     |
| 1890 | 159 |  | 1946 | 223 |  |      |     |
| 1910 | 142 |  | 1950 | 208 |  |      |     |

## Kultur und Sehenswürdigkeiten
Neben einem mit 1836 bezeichneten Wegestein stehen im Ort ein Wohnhaus in der Kalkreuther Straße 4 und ein Wohnstallhaus auf dem benachbarten Grundstück Kalkreuther Straße 5 unter Denkmalschutz.

## Verkehr
Die Bundesstraßen B 98 und B 101 verlaufen an Rostig vorbei. Durch Rostig verläuft eine Buslinie zwischen Großenhain und Coswig.